# Escola de Comando e Estado-Maior do Exército
 (septembre 2018).
L’Escola de Commando e Estado Maior do Exército - ECEME (École de Commandement et État-Major de l’Armée de Terre – École Maréchal Castelo Branco) – est localisé dans le quartier de Urca, à Rio de Janeiro, Brésil.
Elle comprend un établissement d’enseignement de l’Armée de terre brésilienne qui a la mission de préparer les officiers supérieurs à l’exercice des fonctions d’état-major. Par ailleurs, elle coopère avec les bureaux directeurs généraux et sectoriels pour élaborer la doctrine de préparation et d’emploi de l’Armée.
Elle est directement subordonnée à la Direction de l'Enseignement Militaire Supérieur (DESMil) du Département de l'Éducation et de la Culture de l'Armée (DECEx).

## Histoire

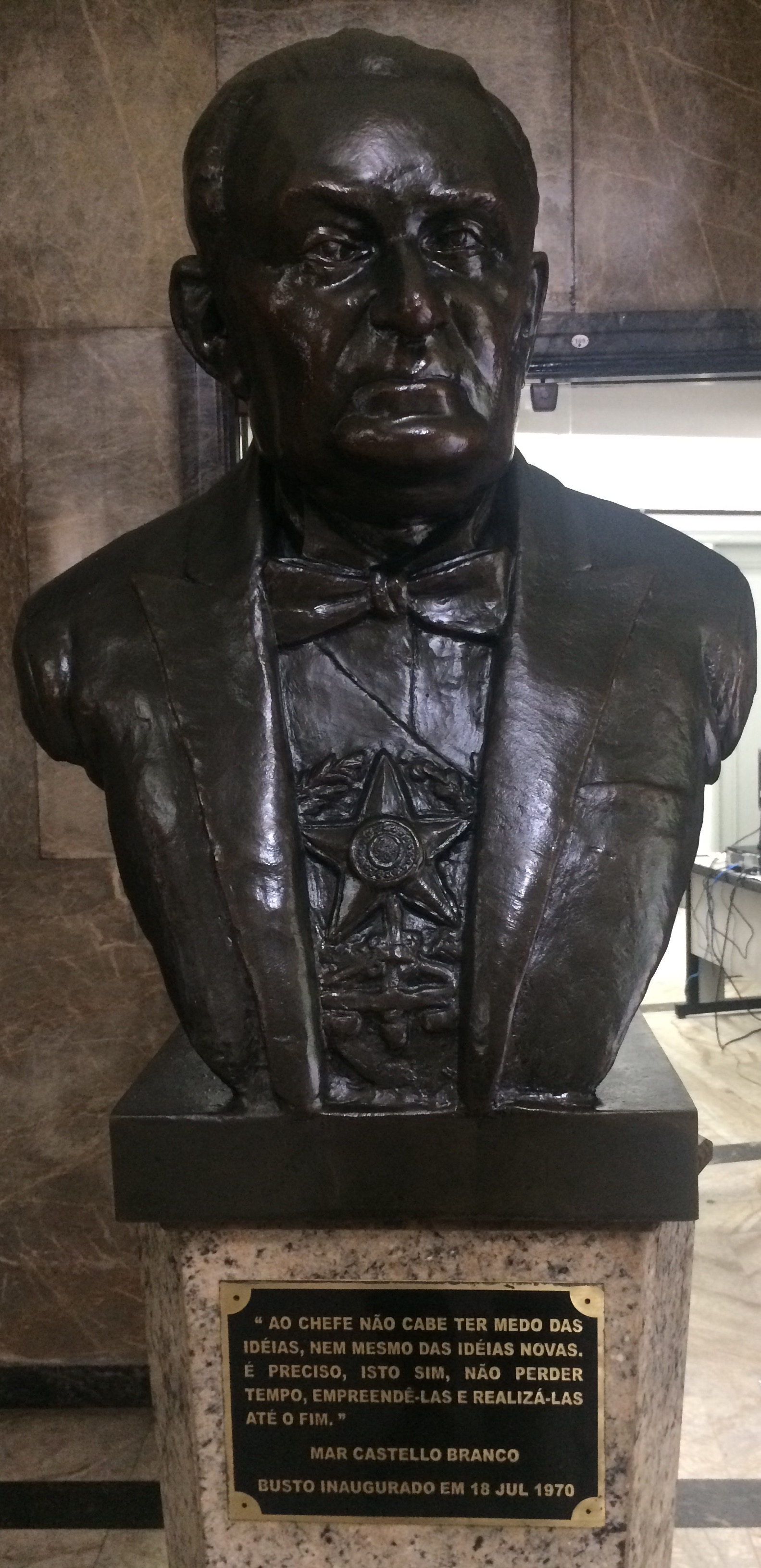
Buste du Maréchal Castello Branco, a l'entrée de l'ECEME.

Lors du transfert de la famille royale portugaise au Brésil (1808-1821), la Cour a été établie à Rio de Janeiro, qui guidait et coordonnait les activités de l'armée portugaise.
Plus tard, au début du XXe siècle, le décret du 2 octobre 1905 créa l'École de l'État-Major. Avec son implantation, les enseignements stratégiques, tactiques et logistiques, indispensables à la préparation et à l’emploi de l’armée moderne, étaient régulièrement enseignés aux officiers supérieurs de l’armée brésilienne.
Après la fin de la Première Guerre mondiale (1918), le gouvernement brésilien chercha en France des instructeurs spécialisés dans les questions liées à l'art de la guerre. Les membres de la mission militaire française, qui a duré jusqu'à 1940, ont supervisé les officiers d’École d'État-Major, tant pour les nouveaux processus de combat que pour les publications sur les tactiques d'armes, les services de combat et le leadership militaire.
La participation du pays à la Seconde Guerre mondiale, en particulier la création du Corps expéditionnaire brésilien, a apporté des profonds changements dans la doctrine, les programmes et les méthodes d’enseignement et de travail, ainsi que dans l’environnement même de l’École d’État-Major. Le retour des trois derniers membres de la mission militaire française et les accords militaires avec les Américains ont apporté une contribution décisive à ces changements. À partir de 1940, une nouvelle étape commence dans la trajectoire de l’École, marquée par son installation définitive dans le bâtiment actuel, à Praia Vermelha (Plage Rouge). Le 26 janvier 1967, l'Ecole a été nommée membre d'honneur de l'Ordre d'Aviz du Portugal.
Parmi ses 57 commandants, des personnalités telles que le président Humberto de Alencar Castelo Branco et les ministres Nestor Sezefredo dos Passos, Henrique Teixeira Lott, Zenildo Gonzaga Zoroastro de Lucena, Ivan de Sousa Mendes et Sérgio Westphalen Etchegoyen,.

## Présentation

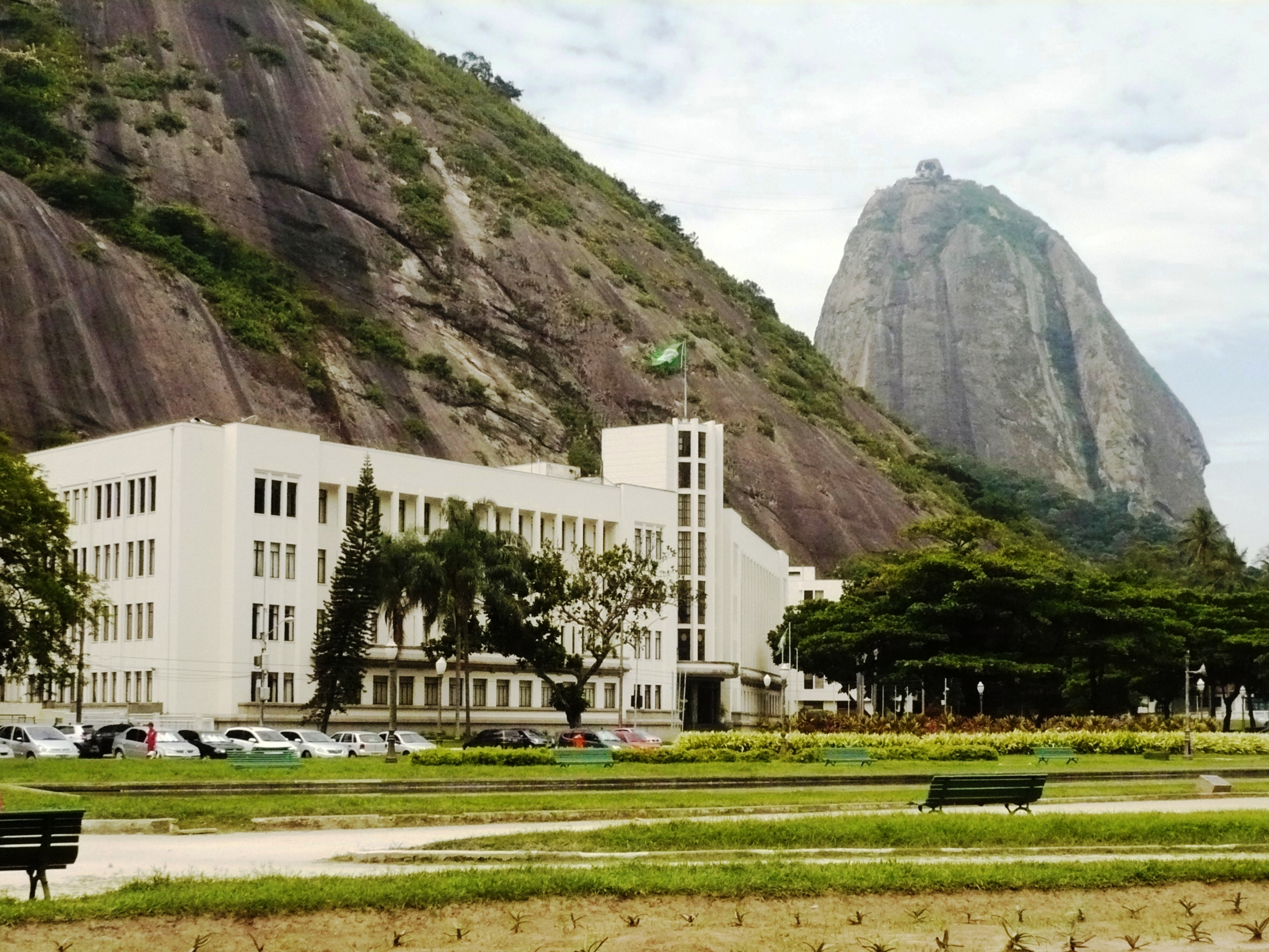
L'ECEME, avec le vue du Mont du Pain de Sucre

Conformément aux directives de l'État-Major General de l'armée, l'École a mis en œuvre des projets de modernisation et d'amélioration de la gestion. De même, à travers des projets spécifiques, elle a été tentée de préserver les objets et la collection historique, ainsi que la mémoire des anciens commandants qui lui ont confié des bibliothèques et des objets personnels.
L'école adopte divers programmes et plans de discipline correspondant aux cours proposés, en utilisant l'enseignement par compétences. Il recherche une mise à jour permanente des programmes qui sont périodiquement revus selon une méthodologie scientifique basée sur le système d'enseignement de l'Armée Brésilienne.
Le système d’évaluation scolaire a été constamment amélioré, impliquant la performance des élèves dans les activités scolaires, en particulier dans le travail en groupe et dans les résultats des tests auxquels il est soumis.
L'école cherche à mettre l'accent sur l'intégration et la méthode de travail en groupe dans les différentes activités scolaires, adopte un programme de lecture pour stimuler la lecture et élargit la culture des officiers et développe une large relation externe avec des entités éducatives, civiles et militaires, en cherchant la coopération dans divers domaines de l’enseignement.
L'école dispose d'un espace culturel moderne, réunissant dans un même environnement la bibliothèque, une salle de réception et une salle d'exposition. La bibliothèque dispose d'une vaste collection d'œuvres à consulter, en plus d'être liées à d'autres bibliothèques dans le pays et à l'étranger, spécialisées dans les sciences militaires.
En plus de lire des œuvres sélectionnées et d’encourager l’amélioration de soi, l’École offre à ses étudiants des visites de sites historiques tels que la Forteresse de Santa Cruz, les forts Imbuhy et Rio Branco, le Musée Historique de l’Armée, le Musée Historique National, le Musée des Morts dans la Deuxième Guerre Mondiale et des expositions d'intérêt culturel.
Le maintien de la condition physique est fondamental pour de bonnes performances scolaires. L'entraînement physique militaire est inclus dans le plan de disciplines et prévoit également des tests de cholestérol, de graisse et de stress, qui sont appliqués chaque année aux stagiaires, avec le soutien du Centre d'Entraînement Physique de l'Armée de Terre.

## Le Concours d’Admission
Comme prévu dans les Instructions pour le concours d’admission et d’inscription à l’ECEME (IRCAM), le processus de sélection des Stages sur les hautes études militaires se déroule en trois sous-processus: inscription, sélection institutionnelle et sélection intellectuelle.
La demande d’inscription est faite via le portail d’éducation de l’Armée, sur Internet, sous réserve de la déférence du commandant de l’ECEME. Toutes les demandes d'inscription conformes à l'IRCAM seront différées et envoyées au Comité d'Évaluation et de Promotion de l'Armée (DAProm) et serviront de subvention pour le deuxième sous-processus, la sélection institutionnelle effectuée par la commission permanent de enquête.
Le troisième sous-processus, la sélection intellectuelle, est réalisé au moyen de tests discursifs appliqués aux candidats approuvés dans la sélection institutionnelle, responsable de l'ECEME. Ces tests sont effectués de la même manière que ceux du cours de préparation au CAEM (avec les informations ci-dessous). Dans ce contexte, le cours preparatoire (CP-CAEM)  est étroitement lié à la concurrence, car pour mener à bien le concours d’admission (CA / ECEME), le candidat doit avoir été approuvé dans le CP-CAEM. Ainsi, la préparation au concours scolaire commence par le cours de préparation.
Mais après tout, pourquoi faut-il un concours d'admission à l'ECEME?
Parce que le concours sélectionne les futurs leaders de l’Armée. Dans les fonctions qu’ils exerceront, ces officiers seront demandés dans les capacités cognitives et affectives, qui peuvent être résumées comme suit:
1. Base intellectuelle et culturelle, nécessaires pour le futur officier de l'état-major et conseiller de haut niveau de la force;
2. Connaissance interdisciplinaire de l’histoire et de la géographie, nécessaire à la continuité de l’institution à caractère permanent "Armée brésilienne", dans un pays aux dimensions et à la projection du Brésil; et
3. Capacité à résoudre des problèmes de manière synthétique, claire, objective et cohérente, avec une disponibilité de temps réduite.
Qu'est-ce que le concours d'admission à l'ECEME? Le concours, aux officiers des armes, de logistique et des ingénieurs militaires, se compose de deux (2) épreuves portant sur la géographie et l’histoire. Les officiers médecins effectuent uniquement le test de géographie. Tous les candidats doivent déjà être qualifiés dans une langue étrangère.

## Stages
Tous les stages de l'École sont de troisième cycle et enseignés conformément à la législation qui régit l'enseignement supérieur dans le pays et d’accord au règlement de la loi sur l'enseignement de l'Armée. Ils sont les suivants:
- Stage sur les politiques, la stratégie et l'administration de l'Armée (CPEAEx);
- Stage International d’études stratégiques (CIEE);
- Stage sur les hautes études militaires - CAEM
- Stage de Commandement e État-Major - CCEM
- Stage de Commandement e État-Major pour les médecins - CCEM/Med
- Stage de Direction pour génies militaires - CDEM
- Stage de Commandement e État-Major pour les officiers alliés - CCEM/ONA; e
- Stage preparatoire sur les hautes études militaires (CP/CAEM); e
- Recherche et spécialisation en sciences militaires Stricto Sensu (PPGCM-SS).

### Stage sur ses Politiques, la Stratégie et l'Administration de l'Armée - CPEAEX
Destiné aux colonels sélectionnés au mérite, d'une durée d'un an et de postes vacants pour les officiers de la Marine et de l'Armée de l’Air. L'objectif général de ce stage est de permettre les officiers à conseiller les plus hauts niveaux des Armées.

### Stage sur les hautes études militaires - CAEM
Les quatre cours de hautes études militaires sont répartis comme suit:

#### Stage de Commandement e État-Major - CCEM
Son but est de permettre former des officiers des armes (infanterie, cavalerie, artillerie, génie, transmission), et de logistique  à exercer postes au sein des brigades et des hauts niveaux de commandement, ainsi que pour les exercices des fonctions de commandement et des autres postes exclusifs des officiers généraux. La durée du stage est de deux ans et est destiné aux officiers des postes de commandant et de lieutenant-colonel.

#### Stage de Commandement e État-Major pour les médecins - CCEM/Med
Les objectifs sont de permettre à ces agents d’exercer des fonctions propres au Service de santé dans les niveaux de commandement concernés, ainsi qu’aux postes et fonctions des officiers généraux du service concerné. Pour un univers de commandants et de lieutenants-colonels, le cours dure un an.

#### Stage de Direction pour génies militaires - CDEM
Il a pour but fournir aux officiers de ce cadre (QEM) les connaissances essentielles pour mener des activités liées à la mobilisation industrielle  et de leur permettre d'exercer des fonctions dans le cadre des officiers généraux des ingénieurs militaires. Le cours est suivi par des commandants, des lieutenants-colonels et des colonels et dure un an.

#### Stage de Commandement e État-Major pour les officiers alliés - CCEM/ONA
Son objectif est de permettre à ces officiers d’exercer leurs fonctions au sein de un état-major et de renforcer les liens d’amitié avec les pays représentés. La durée du cours est d'un an.

#### Stage preparatoire sur les hautes études militaires - CP/CAEM
Le cours de préparation au CAEM dure environ 12 mois. Il est effectué dans le mode d'enseignement non présentiel (enseignement à distance - EAD) et est obligatoirement administré, étant l'approbation de la condition pour le concours d’admission (CA / ECEME), le stage de gestion et raisonnement d’état-major (CGAEM) et la sélection pour la qualification fonctionnelle spécifique (QFE). CP-CAEM utilise comme outil d'enseignement une plate-forme d'apprentissage virtuelle moderne (appelée EB Class), car ses étudiants sont répartis dans les différentes garnisons militaires au Brésil et à l'étranger.
Le stage a pour but:
1. Former les officiers à participer aux processus de sélection pour les stages de l'ECEME, sur un pied d'égalité, quel que soit la garnison qu'ils servent;
2. Fournir un arrière-plan culturel pour la bonne performance des officiers dans les stages de l'ECEME; et
3. Élargir les connaissances générales des agents de l'EB, en privilégiant l'histoire et la géographie et en ayant comme disciplines instrumentales l'histoire militaire, l'introduction à la géopolitique et à la stratégie, l'expression écrite et la méthode de résolution des questions jugées essentielles dans la maturation culturelle et professionnelle des officiers supérieurs et du futur chef.
L’univers des élèves inscrits au CP / CAEM est composé d’officiers volontaires des armes, du service de logistique, des génies militaires et du cadre des médecins militaires.

### Recherche et spécialisation en sciences militaires Stricto Sensu - PPGCM-SS
Depuis 2001, l'ECEME mène ses programmes aux niveaux Lato Sensu (Spécialisation) et Stricto Sensu (Master) et, depuis 2005, le Stricto Sensu (Doctorat), tous en sciences militaires. Le Stricto Sensu est accrédité avec le Ministère d’Éducation, tellement que le master et le doctorat sont destinés aux militaires et aux civils, nationaux ou étrangers, dans le but de former des professionnels hautement qualifiés.
Les programmes sont organisés dans une zone de concentration et leurs lignes de recherche respectives, qui comprennent les sujets d'intérêt de l'ECEME / Armée brésilienne, ainsi que des sujets d'intérêt dans le domaine de la défense nationale, tels que spécifiés ci-dessous:
| ZONE DE CONCENTRATION | LIGNES DE RECHERCHE               | SUJETS | SUJETS                                                                                               |
| DEFENSE NATIONAL      | Gestion de Défense                | 1. Gestion | - de Unités Militaires - Budget et financière - de Santé - de science et technologie                 |
| DEFENSE NATIONAL      | Gestion de Défense                | 2. Gestion Publique (y compris la Base Industrielle de Défense) 3. Leadership Stratégique et Militaire 4. Gestion de Processus 5. Gestion de Projets 6. Logistique et Mobilisation | |
| DEFENSE NATIONAL      | Études de la Paix et de la Guerre | 1. Doctrine Militaire | - Préparation et Déplacement de la Force Terrestre - Systèmes Opérationnels - Operations Interarmées |
| DEFENSE NATIONAL      | Études de la Paix et de la Guerre | 2. Sécurité et Défense 3. Géopolitique et Stratégie 4. Études Prospectives 5. Relations Internationales 6. Histoire Organisationnel et Militaire                                   | |

## Chronologie
- 1905 - Création de l’École d’État-major (EEM), subordonnée à l’État-Major de l’Armée de Terre (EME).
- 1906 - Début des opérations dans l’ancien bâtiment du Ministère de la Guerre, dans l’aile face à Gare Central du Brésil.
- 1907 - Installation provisoire à l’École militaire du Brésil, à Praia Vermelha.
- 1909 - Première promotion; augmentation de stage à trois ans et inclusion de l'enseignement de la stratégie et de l'histoire militaire.
- 1916 - Début de la participation des autorités civiles et militaires en tant que conférenciers à l’école.
- 1918 - Suspension temporaire des activités scolaires à la suite de la Première Guerre mondiale.
- 1920 - Reprise des activités dans l'aile nord de l'ancien ministère de la guerre; début de l'orientation de la mission militaire française.
- 1921 - Installation dans le bâtiment occupé par le premier bataillon de police de l'armée, situé à rue Barão de Mesquita.
- 1940 - Installation définitive dans le bâtiment actuel à Praia Vermelha, coïncidant avec la fin de la mission militaire française.
- 1947 - Création du stage d’État-Major de Services.
- 1955 - Changement de dénomination à l’École de Commandement et d'État-Major de l’Armée de Terre (ECEME).
- 1964 - Introduction de "domaines d’enseignement" dans le programme de l’ECEME.
- 1965 - Réorganisation de l'ECEME pour rencontrer le nouveau système d'enseignement et création du stage de préparation à l'ECEME.
- 1968 - Remplacement des zones d’enseignement par des sections d’enseignement.
- 1969 - ECEME subordonnée au Bureau de Formation et d’Amélioration (DFA) du Département de l’Éducation et de la Recherche (DEP) du Ministère de l’Armée de Terre.
- 1977 - Début du stage d’État-Major avec duration de deux ans; la première promotion du stage de direction pour les ingénieurs militaires.
- 1986 - Création du stage Politique, Stratégie et Haute Administration de l’Armée de Terre (CPEAEx).
- 1988 – Première promotion de CPEAEx
- 1996 - Début de la restructuration de l’école pour s’adapter à la modernisation du système d’enseignement de l’armée
- 2001 - Mise en œuvre du programme d'études supérieures de l'ECEME.
- 2005 - Célébration du centenaire de l’ECEME et dénomination historique de l’école Marechal Castello Branco;
- 2006 - Création du stage de Gestion et Raisonnement d’État-Major (CGAEM);
- 2012 - Création de l'Institut Meira Mattos;
- 2015 - Reconnaissance du Master académique du bureau d’études supérieurs par le Ministére d’Éducation;
- 2016 - Mise en œuvre de l'éducation aux compétences et restructuration de l'école pour s'adapter à cet enseignement; Reconnaissance du doctorat académique du bureau d’études supérieurs par le Ministére d’Éducation;
- 2017 - Transfert du CGAEM à l'École de Formation Complémentaire de l'Armée (EsFCEx).